# Нила (приток Муромли)
Нила — река в России, протекает по территории Рыборецкого вепсского сельского поселения Прионежского района Республики Карелии и Вознесенского городского поселения Подпорожского района Ленинградской области. Длина реки — 29 км, площадь водосборного бассейна — 135 км².
Река берёт начало из болота без названия в 9 км северо-западнее деревни Каскеснаволок на высоте выше 76,8 над уровнем моря и далее течёт преимущественно в юго-западном направлении по заболоченной местности.
Нила в общей сложности имеет четыре малых притока суммарной длиной 6,0 км.
Имеет крупный левый приток — реку Гозегу.
Впадает на высоте выше 32,6 м над уровнем моря в реку Муромлю, впадающую в Верхнесвирское водохранилище, через которое протекает река Свирь.
Населённые пункты на реке отсутствуют.
Код объекта в государственном водном реестре — 01040100712102000012356.